# محیی‌الدین بن قرناص
ابواسحاق، ابراهیم بن محمد حَمَوی خُزاغی شهرت‌یافته به محیی‌الدین بن قرناص و لقب‌گرفته به مُخَلِّص‌الدین (؟ - ۱۲۷۲م) ادیب و شاعر شامی در سدهٔ هفتم هجری بود.